# Paul Wolfskehl

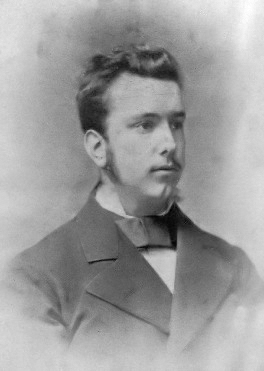
Paul Wolfskehl (circa 1880)

Paul Friedrich Wolfskehl (Darmstadt, 30 juni 1856 – aldaar, 13 september 1906) was een Duitse arts en wiskundige, en vooral bekend als stichter van de Wolfskehl-prijs.

## Biografie
Wolfskehl was de jongste van twee zonen van de joodse bankier Joseph Carl Theodor Wolfskehl (1814–1863) en Johanna Kaula, dochter van Nathan Wolf Kaula, hofbankier uit Stuttgart. Terwijl zijn oudere broer, de jurist Otto Wolfskehl (1841–1907), de bank van zijn vader overnam (die van circa 1800 tot 1881 bestond), studeerde Paul Wolfskehl vanaf 1875 geneeskunde in Leipzig, Tübingen en Heidelberg, waar hij in 1880 in de oogheelkunde promoveerde. Ongeveer rond deze tijd openbaarden zich de eerste symptomen van multiple sclerose. Wolfskehl besloot om het beroep van arts op te geven, en begon een studie wiskunde in Bonn en vanaf 1881 aan de Friedrich-Wilhelms-universiteit in Berlijn, waar hij onder andere college over de getaltheorie door Ernst Eduard Kummer volgde. Wolfskehl schreef echter geen wiskundig proefschrift. In 1887 verkreeg hij naar het schijnt toch het recht om aan de TH Darmstadt te doceren, waar hij ook colleges over getaltheorie zou hebben gehouden. Dat is echter onwaarschijnlijk omdat de hoge school tot 1899 geen promotierecht had. De uitnodiging colleges te geven, was mogelijk een dankzegging van de universiteit aan de familie Wolfskehl, die veel voor de universiteit had gedaan. Circa 1890 was hij als gevolg van zijn ziekte verlamd en kon zijn colleges niet meer voortzetten, maar hij publiceerde toch enkele korte wiskundige werken. In 1903 stemde hij met een door de familie gearrangeerd huwelijk in, dat echter ongelukkig was. Paul Wolfskehl overleed in 1906.

## Wolfskehl-prijs
In 1905 bestemde Wolfskehl 100.000 Goldmark (equivalent aan 35,8 kilogram goud) als prijs voor diegene die de het Vermoeden van Fermat zou bewijzen. Het geld kwam in beheer bij de Göttinger Akademie der Wissenschaften. Officieel werd de prijs in 1908 door de academie in het leven geroepen. Naar het schijnt had Wolfskehl tijdens zijn studie en later tevergeefs gezocht naar de oplossing van het vermoeden, dat ook het uitgangspunt was in de onderzoekingen naar het cyclotomisch veld van zijn leraar Kummer, die belangrijke vooruitgang boekte in de oplossing van het vermoeden van Fermat.
De Wolfskehl-prijs werd in 1997, tien jaar voor het aflopen, aan Andrew Wiles uitgereikt. De prijs was toen echter nog slechts 75.000 DM (circa 5,5 kilo goud) waard, onder andere ten gevolge van de hyperinflatie in Duitsland na de Eerste Wereldoorlog.